# Бездонное (озеро, Москва)
Бездо́нное, Бездо́нка — озеро в районе Хорошёво-Мнёвники в Северо-Западном административном округе Москвы. Расположено на территории Серебряноборского острова и является частью памятника природы Серебряный Бор. В 1950-х годах было соединено с рекой Москвой и в настоящее время представляет собой искусственный залив.

## Название
Первоначально озеро было известно под названием Бездонка; позднее его стали называть Бездонным. Соответствующее название часто даётся глубоким озёрам «без дна». В случае московского озера оно также традиционно объясняется его большой глубиной, хотя на самом деле глубина водоёма невелика, около трех метров. Бытуют также легенды о бьющих со дна озера ключах, спрятанных на дне кладах и старинных серебряных копях, однако документальных подтверждений они не имеют.

## История
В XIV—XVII веках южную часть Серебряноборского полуострова занимали заливные луга и окружённое болотами старичное озерцо — маленькая часть нынешней Бездонки. На картах XIX века обозначено несколько небольших, замкнутых старичных озёр. В 1937 году, в ходе строительства канала Москва-Волга, русло реки Москвы спрямили и подняли уровень воды, что привело к заболачиванию берегов Бездонки. Позднее, в 1955—1956 годах, были проведены работы по ликвидации болот и намывке песка; площадь озера увеличили впятеро и соединили его с рекой. Таким образом, озеро Бездонка превратилось в затопленный песчаный карьер — искусственный залив реки Москвы.

## Характеристики
Озеро находится на северо-западе Москвы, в излучине реки Москвы, на территории искусственного острова Серебряный Бор. Фактически оно представляет собой глубокий и разветвлённый залив реки Москвы площадью около 16-17 га. К озеру относятся два больших плёса, соединённых проливами. Главный из них, площадью 11 га, представляет собственно озеро Бездонное; он окружён травяными пляжами, болотом (с восточной стороны), ольшаником и ивняками. Второй, примыкающий с северо-запада, носит название Глубокого, имеет три залива и вдаётся в территорию дачного посёлка.

## Экология
В 1991 году Серебряноборский остров, на территории которого находится Бездонка, получил статус памятника природы. По краю одного из расширений озера находится низовое тростниковое болото. В самом водоёме и поблизости произрастают охраняемые виды растений, в том числе Кувшинка белая. В 1998 году в окрестностях озера неоднократно наблюдался чрезвычайно редкий в Москве зимородок.

## Рекреационное значение
Озеро Бездонное используется для купания и околоводного отдыха. В зимнее время на нём устраиваются крещенские купели.
Разветвлённая сеть заливов, островки и мостики образуют пространство для прогулок пешком и на велосипедах.
В 2007 году в Серебряном бору открылась экологическая тропа «У озера Бездонного» протяжённостью около 1300 м. Она представляет собой замкнутый маршрут, позволяющий посетителям осмотреть само озеро и близлежащее тростниковое болото. Вдоль тропы расположены домики для уток, вольеры с разнообразными птицами и «птичий городок» с кормушками.